# Aceite del Bajo Aragón
El Aceite del Bajo Aragón es una denominación de origen protegida sobre el aceite de oliva virgen extra de gran calidad en la comarca española del Bajo Aragón histórico, en Aragón. Se estableció la denominación de origen en el año 2000.

## Zona geográfica

Zona de producción de aceite del Bajo Aragón, con el número 30.

Dentro de Aragón abarca 77 municipios de diversas comarcas, tanto de la provincia de Teruel como de Zaragoza, en un territorio tradicionalmente conocido como Bajo Aragón. Esta zona tiene la mayor densidad (una media de 70 olivos/ha) y la única que posee denominación de origen en la comunidad.
Los municipios englobados en la Denominación de Origen son: Aguaviva, Alacón, Albalate del Arzobispo, Alborge, Alcañíz, Alcorisa, Alloza, Almochuel, Almonacid de la Cuba, Andorra, Arens de Lledó, Ariño, Azaila, Beceite, Belchite, Belmonte de San José, Berge, Bordón, Calaceite, Calanda, Cañizar del Olivar, Caspe, Castellote, Castelnou, Castelserás, La Cerollera, Chiprana, Cinco Olivas, La Codoñera, Cretas, Crivillén, Escatrón, Estercuel, Fabara, Fayón, Fórnoles, Foz-Calanda, La Fresneda, Fuentes de Ebro, Fuentespalda, Gargallo, La Gata, La Ginebrosa, Hijar, Jatiel, Letux, Lledó, Los Olmos, Maella, Mas de las Matas, La Mata de los Olmos, Mazaleón, Mequinenza, Molinos, Monroyo, Nonaspe, Oliete, Las Parras de Castellote, Peñarroya de Tastavins, La Portellada, La Puebla de Hijar, Quinto, Ráfales, Samper de Calanda, Sástago, Seno, Torre de Arcas, Torre del Compte, Torrecilla de Alcañíz, Torrevelilla, Urrea de Gaén, Valdealgorfa, Valderrobres, Valdetormo, Valjunquera, Vinaceite y la Zaida.

## Características del aceite
El aceite de oliva Virgen Extra debe proceder de aceitunas de esta región, con procedimientos de extracción exclusivamente mecánicos. El aceite resultante es de aspecto limpio, color amarillo (con matices entre dorado y oro viejo) y sabor suave y fluido. La oliva de tipo empeltre debe constituir un mínimo del 80% y las arbequina y royal no más de un 20%.

## Comercialización
El autoconsumo representa la principal salida (un 40%), seguido del mercado de Zaragoza (un 20%). Dentro del mercado nacional, los principales lugares de venta son Cataluña, Madrid y Valencia.